# 5324 Lyapunov
5324 Lyapunov (1987 SL) là một tiểu hành tinh Amor được phát hiện ngày 22 tháng 9 năm 1987 bởi L. G. Karachkina ở Nauchnyj.